# Martina Ysker
Martina Ysker (* 23. August 1977 in Emden) ist eine deutsche Schauspielerin.

## Leben und Karriere
Zunächst absolvierte sie in den Jahren von 1994 bis 1997 eine Berufsausbildung zur Arzthelferin. Ihre Schauspielausbildung erhielt sie von 1997 bis 2001 an der Berliner Schule für Bühnenkunst in den Fächern Schauspiel, Gesang und Tanz. Seither lebt und arbeitet Ysker in Berlin in den Sparten Film und Theater.
Während ihres Bühnenengagements in der Michael Tahlheimer Inszenierung Orestie wurde das gesamte Ensemble zum Theatertreffen 2006 eingeladen und absolvierte 2007 Gastspiele beim Festival MESS in Sarajevo und bei den Maifestspielen in Wiesbaden.
Neben Kurzfilmen und Fernsehproduktionen war sie auch in deutschen Kinofilmen, wie Dschungelkind, Männerherzen … und die ganz ganz große Liebe und Blutzbrüdaz zu sehen. 2011 spielte sie im Bollywood-Kinofilm Don – The King is back die Rolle einer weinenden Geisel.

## Theaterrollen (Auszug)
- 2000–2001: „Sie“ – Così fan tutte (Staatsoper Berlin)
- 2003–2004: Marie, Esel, Geist, Puppe – Pinocchio (Deutsches Theater Berlin)
- 2006–2009: Sprechchor – Orestie (Deutsches Theater Berlin)

## Filmografie (Auswahl)
- 2008: Wir sind das Volk – Liebe kennt keine Grenzen (TV-Mehrteiler)
- 2008: Brains (TV-Serie)
- 2009: Klinik am Alex (TV-Serie)
- 2009: Männerherzen
- 2009: Hannah Dahl (Kurzfilm)
- 2010: Die Grenze (TV-Mehrteiler)
- 2011: Anonymus (Anonymous)
- 2011: Dschungelkind
- 2011: Männerherzen … und die ganz ganz große Liebe
- 2011: Don – The King is back (Don 2)
- 2011: Blutzbrüdaz
- 2011: Was ist da, da draußen? (Kurzfilm)
- 2011: arbeitsfrei (Kurzfilm)
- 2012: Meine bessere Hälfte (Kurzfilm)
- 2012: Schwestern (Kurzfilm)
- 2013: George (TV-Film)
- 2013: Roulette
- 2014: Die Spiegel-Affäre (TV-Film)
- 2014: Mona kriegt ein Baby (TV-Film)
- 2014: Freakwave (Kurzfilm)
- 2015: Grzimek (TV-Film)
- 2015: Viktor Sterns letzte Nacht (Kurzfilm)
- 2015: LUMA
- 2016: SOKO Leipzig – Wunschkind

## Auszeichnungen
- 2011: 3. Platz beim Amano-Filmfestival Hannover für den Film Hannah Dahl
- 2011: 3. Platz beim Eigenregie-Filmfest Potsdam-Babelsberg für den Film Hannah Dahl
- 2012: John Basham International Award für arbeitsfrei/workfree (Kurzfilm) beim Columbia George International Festival, USA
- 2013: Award of merit für Kurzfilm „Schwestern/sisters“ beim Womans Indie Festival Los Angeles, USA
- 2013: Kurzfilm Schwestern im Wettbewerb Court Métrage Festival de Cannes
- 2013: Kurzfilm Herrmann im Wettbewerb Max-Ophüls-Preis Festival in Saarbrücken